# Черкасовка (река, впадает в Финский залив)
Черкасовка (устар. фин. Säiniönjoki) — река в России, протекает по территории Выборгского района Ленинградской области. Длина реки — 13 км, площадь водосборного бассейна — 116 км².
Река берёт начало из озера Лебединого на высоте 13,4 м над уровнем моря и далее течёт преимущественно в северо-западном направлении.
Река в общей сложности имеет 36 притоков суммарной длиной 53 км.
Впадает в Финский залив.
Код объекта в государственном водном реестре — 01040300512102000008201.